# Canope

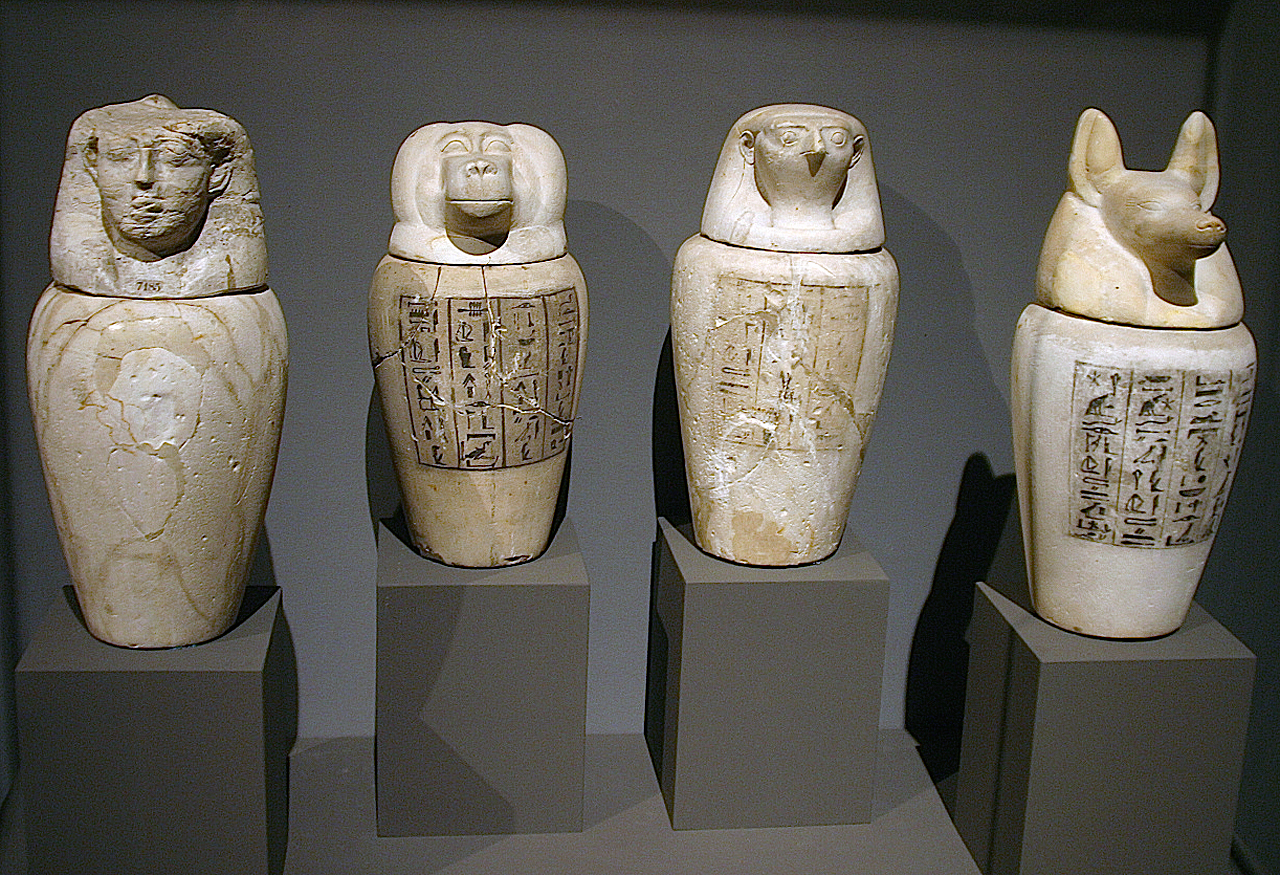
Canopen met de koppen van de Vier Zonen van Horus

Een canope of canopische vaas is in de archeologie een grafvaas die menselijke stoffelijke overblijfselen bevat. Hoewel er bijvoorbeeld ook Etruskische canopen bekend zijn, wordt met de term 'canope' doorgaans de oudegyptische canope bedoeld. Hierin werden de verwijderde organen van een mummie bewaard. In het oude Egypte werd de dood beschouwd als het begin van nieuw leven. Zo zag men in de duisternis de voedingsbodem voor het dagelijks opkomen van de zon. Ook de mens zou na de dood voortleven in het Dodenrijk. Daarom stelden de Egyptenaren alles in het werk om het lichaam van de dode te bewaren.
Met een haak werden de hersenen door de neus verwijderd; de ingewanden haalde men uit het lijk door een snede in de linkerzij. Het lichaam werd vervolgens in natron gelegd om te drogen, gereinigd met palmwijn, gebalsemd met oliën en tot slot omzwachteld met linnen. De verwijderde maag, darmen, longen en lever vergezelden de mummie in het graf. Zij werden bewaard in kruikjes (of canopen) met een dierenkop of mensenhoofd als deksel. Die gebeeldhouwde dekseltjes stelden de vier zonen van Horus voor.
| zoon van Horus | kop     | godin    | orgaan | windrichting |
| -------------- | ------- | -------- | ------ | ------------ |
| Amset          | man     | Isis     | lever  | zuid         |
| Doeamoetef     | jakhals | Neith    | maag   | oost         |
| Hapy           | baviaan | Nephthys | longen | noord        |
| Kebehsenoef    | valk    | Selket   | darmen | west         |

In een later stadium van de Egyptische kunst maken de canopedeksels met koppen van de zonen van Horus plaats voor deksels met het portret van de overledene.
Omdat de Egyptenaren het hart beschouwden als de zetel van de ziel werd dit orgaan niet uit het lichaam gehaald.
De vier canopen, die van terracotta, keramiek of albast waren gemaakt werden in de nabijheid van de sarcofaag begraven om de eenheid van het lichaam te bewaren.